# Wiener Stadtliga
Die Wiener Stadtliga ist eine Fußball-Landesliga in Österreich (vierthöchste Spielklasse).
In der Wiener Stadtliga spielen insgesamt 16 Fußballvereine aus Wien bzw. dem angrenzenden Niederösterreich, insofern sie Mitglieder des Wiener Fußballverbandes sind. Der Meister der Stadtliga steigt direkt in die dritthöchste Spielklasse Österreichs, die Regionalliga Ost, auf. Neben dem Meister der Wiener Stadtliga zählt zu den Aufsteigern auch der Meister der Burgenlandliga und der Landesliga Niederösterreich. Unterhalb der Wiener Stadtliga besteht die zweite Landesliga als fünfthöchste sowie die Oberliga A und Oberliga B als sechsthöchste Spielklassen für Wiener Vereine.

## Geschichte und Meister der Wiener Stadtliga
Die Wiener Stadtliga existiert in diesem System seit dem Jahre 1985. Zuvor wurden unter dem Namen Wiener Liga verschieden hohe Spielklassen Österreichs für Wiener Mannschaften ausgetragen.
Vorgeschichte
Ab 1911 führte der Niederösterreichische Fußballverband eine Liga für Wiener Klubs ein. Damals war diese Wiener Liga die erste Fußballmeisterschaft Österreichs, in der die Vereine in mehreren Leistungsklassen eingeteilt waren. Der Niederösterreichische Fußballverband übergab diese Liga 1923 an den Wiener Fußballverband, der diese Liga bis zum Anschluss an Deutschland organisierte und erst wieder 1945 die Durchführung übernahm. Ein Jahr später beschloss der Wiener Fußballverband, eine Wiener Stadtliga zu gründen.
1946–1950 Wiener Liga (2. Spielklasse) 
| Saison                                                        | Meister          |
| Wiener Liga                                                   | Wiener Liga      |
| ------------------------------------------------------------- | ---------------- |
| 1946/47 K1                                                    | SC Rapid Oberlaa |
| 1947/48                                                       | SCR Hochstädt    |
| 1948/49                                                       | SK Slovan        |
| 1949/50                                                       | FS Elektra Wien  |
| K1 Änderung des Meisterschaftsmodus und Umbenennung der Liga. |                  |

Von 1946 bis 1949 bildete die Wiener Liga die zweithöchste österreichische Spielklasse. Zu diesem Zeitpunkt waren ausschließlich Mannschaften aus der Bundeshauptstadt an der Teilnahme an der österreichischen Meisterschaft berechtigt. Der Meister konnte sich jeweils direkt für die höchste österreichische Spielklasse qualifizieren.
In der Saison 1949/50 kam es zur Zulassung von Vereinen aus ganz Österreich für die neu gebildete Staatsliga A. Die Wiener Liga wurde in dieser Saison zum letzten Mal als zweite Liga – neben der neuen zweitklassigen Landesliga Steiermark, Landesliga Niederösterreich, 1. Klasse Burgenland, Oberösterreicher 1. Klasse, Tauernliga, Tiroler Liga und Vorarlberger Liga – ausgetragen. Die Meister der anderen Ligen mussten jedoch, im Gegensatz zum direkt qualifizierten Wiener Meister, in einer Qualifikation um den Aufstieg gegeneinander antreten.
1950–1959 Wiener Liga (3. Spielklasse)
| Saison                                                        | Meister           |
| Wiener Liga                                                   | Wiener Liga       |
| ------------------------------------------------------------- | ----------------- |
| 1950/51 K1                                                    | SC Red Star       |
| 1951/52                                                       | Wiener AC         |
| 1952/53                                                       | FC Stadlau        |
| 1953/54                                                       | SC Red Star       |
| 1954/55                                                       | SC Olympia 33     |
| 1955/56                                                       | 1. Schwechater SC |
| 1956/57                                                       | FS Elektra Wien   |
| 1957/58                                                       | KSV Ankerbrot     |
| 1958/59                                                       | Floridsdorfer AC  |
| 1959/60                                                       | Nußdorfer AC      |
| K1 Änderung des Meisterschaftsmodus und Umbenennung der Liga. |                   |

In den Folgejahren bildete die Wiener Liga vorerst die dritte Leistungsstufe für Wiener Vereine unterhalb der Staatsliga B. In den 1950er Jahren feierten folgende Mannschaft den Wiener Meister: SC Red Star (zweimal) und Wiener AC, FC Stadlau, SC Olympia 33,1. Schwechater SC, FS Elektra Wien, KSV Ankerbrot, Floridsdorfer AC und Nußdorfer AC (je einmal).
1959–1974 Wiener Liga (3. Spielklasse) 
| Saison      | Meister                |
| Wiener Liga | Wiener Liga            |
| ----------- | ---------------------- |
| 1960/61     | ASV Wienerberg         |
| 1961/62     | SC Rapid Oberlaa       |
| 1962/63     | Philips Wien           |
| 1963/64     | SC Rapid Oberlaa       |
| 1964/65     | SC Helfort Wien        |
| 1965/66     | FC Wien                |
| 1966/67     | SC Red Star            |
| 1967/68     | Nußdorfer AC           |
| 1968/69     | ASV Wienerberg         |
| 1969/70     | FS Elektra Wien        |
| 1970/71     | SC Hinteregger         |
| 1971/72     | Prater SV              |
| 1972/73     | ESV Ostbahn/Olympia XI |
| 1973/74     | Landstraßer AC         |

Nach der Auflösung der Staatsliga B 1959 und Einführung der drei Regionalligen Ost, Mitte und West als zweite österreichische Spielklasse blieb die Wiener Liga die dritte Leistungsstufe für Wiener Vereine unterhalb der Regionalliga Ost bis zum Jahre 1974. In dieser Zeit konnte SC Rapid Oberlaa zweimal und ASV Wienerberg, Philips Wien, SC Helfort Wien, FC Wien, SC Red Star, Nußdorfer AC, ASV Wienerberg, FS Elektra Wien, SC Hinteregger, Prater SV, ESV Ostbahn/Olympia XI und Landstraßer AC den Titel feiern.
1974–1980 Wiener Liga (4. Spielklasse)
| Saison                                                        | Meister           |
| Wiener Liga                                                   | Wiener Liga       |
| ------------------------------------------------------------- | ----------------- |
| 1974/75 K1                                                    | FS Elektra Wien   |
| 1975/76                                                       | SV Wienerberger   |
| 1976/77                                                       | Favoritner AC     |
| 1977/78                                                       | Slovan/HAC        |
| 1978/79                                                       | SR Donaufeld Wien |
| 1979/80                                                       | Landstraßer AC    |
| K1 Änderung des Meisterschaftsmodus und Umbenennung der Liga. |                   |

In der Saison 1974/75 wurde die Bundesliga als neue erste Spielklasse eingeführt. Die Nationalliga, die bisher als erste Klasse fungierte, war die neue zweite Spielklasse. Durch diese Reform wurde die Wiener Liga nach der Regionalliga Ost die vierte Spielklasse. Meister wurden nach dieser Reform FS Elektra Wien, SV Wienerberger, Favoritner AC, Slovan/HAC, SR Donaufeld Wien und Landstraßer AC.
1980–1985 Wiener Liga (3. Spielklasse)
| Saison                                                        | Meister           |
| Wiener Liga                                                   | Wiener Liga       |
| ------------------------------------------------------------- | ----------------- |
| 1980/81 K1                                                    | Favoritner AC     |
| 1981/82                                                       | SR Donaufeld Wien |
| 1982/83                                                       | 1. Schwechater SC |
| 1983/84                                                       | 1. Schwechater SC |
| 1984/85 K1                                                    | 1. Schwechater SC |
| K1 Änderung des Meisterschaftsmodus und Umbenennung der Liga. |                   |

1980 wurde die Regionalliga Ost abgeschafft und die Landesligameister aus Burgenland, Niederösterreich und Wien spielten ein Aufstiegsplayoff. In diesen Jahren gab es drei verschiedene Meister: Favoritner AC, SR Donaufeld Wien und 1. Schwechater SC.
1985–1995 Wiener Stadtliga (4. Spielklasse)
| Saison                                                        | Meister                 |
| Wiener Stadtliga                                              | Wiener Stadtliga        |
| ------------------------------------------------------------- | ----------------------- |
| 1985/86                                                       | SR Donaufeld Wien       |
| 1986/87                                                       | Slovan/HAC              |
| 1987/88                                                       | SC Gaswerk Wien         |
| 1988/89                                                       | SC Wacker/Groß Viktoria |
| 1989/90                                                       | SC Red Star             |
| 1990/91                                                       | FC Stadlau              |
| 1991/92                                                       | SV Wienerfeld           |
| 1992/93                                                       | Slovan/HAC              |
| 1993/94                                                       | SV Gerasdorf            |
| 1994/95                                                       | Admira Landhaus         |
| K1 Änderung des Meisterschaftsmodus und Umbenennung der Liga. |                         |

Seit der Saison 1985/86 nennt sich die höchste Spielstufe Wiener Stadtliga und zu Beginn die vierthöchste Spielklasse unterhalb der wiederbelebten Regionalliga Ost. Die Meister in diesen zehn Jahren sind Slovan/HAC zweimal und SR Donaufeld Wien, Slovan/HAC, SC Gaswerk Wien, SC Wacker/Groß Viktoria, SC Red Star, FC Stadlau, SV Wienerfeld, SV Gerasdorf und Admira Landhaus je einmal.
Seit 1995 Admiral Wiener Stadtliga (4. Spielklasse)
| Saison | Meister                  |
| Admiral Wiener Stadtliga                                                                                  | Admiral Wiener Stadtliga |
| --- | ------------------------ |
| 1995/96 K1 K2                                                                                             | SR Donaufeld Wien        |
| 1996/97                                                                                                   | Floridsdorfer AC         |
| 1997/98                                                                                                   | Prater SV                |
| 1998/99                                                                                                   | 1. Simmeringer SC        |
| 1999/2000                                                                                                 | FC Stadlau               |
| 2000/01                                                                                                   | Wiener Sport-Club        |
| 2001/02                                                                                                   | 1. Simmeringer SC        |
| 2002/03                                                                                                   | DSV Fortuna 05           |
| 2003/04                                                                                                   | PSV Team für Wien        |
| 2004/05                                                                                                   | SV Donau Wien            |
| 2005/06                                                                                                   | SK Rapid Amateure        |
| 2006/07                                                                                                   | SV Wienerberg            |
| 2007/08                                                                                                   | Ostbahn XI               |
| 2008/09                                                                                                   | SV Schwechat             |
| 2009/10                                                                                                   | SC Columbia              |
| 2010/11                                                                                                   | 1. Simmeringer SC        |
| K1 Änderung des Meisterschaftsmodus und Umbenennung der Liga. K2 1995/96: Einführung der Dreipunkteregel. |                          |

Ab 1995 wurde die Admiral Wiener Stadtliga das erste Mal ausgespielt, erster Meister wurde der SR Donaufeld Wien. Bis zum Jahr 2000 konnte SR Donaufeld Wien, Floridsdorfer AC, Prater SV, 1. Simmeringer SC und FC Stadlau den Meistertitel erringen.
Die nächsten zehn Jahre nach 2010 wurden die Mannschaften von FC Stadlau, 1. Simmeringer SC, DSV Fortuna 05, PSV Team für Wien, SV Donau Wien, die Amateure von SK Rapid, SV Wienerberg, Ostbahn XI, SV Schwechat und SC Columbia Floridsdorf.
Ab dem Jahr 2010 trugen sich SC Columbia Floridsdorf und 1. Simmeringer SC in die Siegerliste ein.
Seit 2011 Wiener Stadtliga (4. Spielklasse)
| Saison           | Meister                                           |
| Wiener Stadtliga | Wiener Stadtliga                                  |
| ---------------- | ------------------------------------------------- |
| 2011/12          | Ostbahn XI                                        |
| 2012/13          | SC Wiener Viktoria                                |
| 2013/14          | SR Fach-Donaufeld                                 |
| 2014/15          | FC Stadlau                                        |
| 2015/16          | SV Wienerberg (Aufstiegsverzicht)                 |
| 2016/17          | FC Karabakh Wien                                  |
| 2017/18          | SC Team Wiener Linien                             |
| 2018/19          | SC Wiener Viktoria                                |
| 2019/20          | wegen COVID-19-Pandemie in Österreich abgebrochen |
| 2020/21          | First Vienna FC                                   |
| 2021/22          | SR Donaufeld Wien                                 |
| 2022/23          | Favoritner AC                                     |
| 2023/24          | Sportunion Mauer                                  |
| 2024/25          | SV Donau Wien                                     |

Seit 2011 gewannen SC Ostbahn XI, SC Wiener Viktoria, SR Donaufeld Wien, FC Stadlau, SV Wienerberg, FC Karabakh Wien und 2018 SC Team Wiener Linien, SC Wiener Viktoria, nach der COVID-19-Pandemie in Österreich der First Vienna FC, SR Donaufeld Wien, Favoritner AC und Sportunion Mauer den Meistertitel.

## Bezeichnung (Sponsor)
Die Wiener Stadtliga hat zurzeit keinen Sponsor im Namen. Folgende Sponsoren beziehungsweise Namensänderungen hat die Stadtliga in ihrer Namensgebung gehabt.
- Wiener Stadtliga: 1945/46–1994/95 und wieder seit 2011/12
- der Sponsor ist im Namenszugs in Verbindung mit 'Wiener Stadtliga':
  - Admiral Wiener Stadtliga: 1995/96–2010/11 (Namensgeber: Admiral Sportwetten)
  - Wiener Stadtliga: seit 2011/12

## Spielmodus
In der Wiener Stadtliga spielen insgesamt 16 Fußballvereine aus der Bundeshauptstadt. Der Landesligameister steigt direkt in die dritthöchste Spielklasse Österreichs, die Regionalliga Ost, auf. Neben dem Meister der Wiener Stadtliga zählen zu den Aufsteigern auch die Landesmeister der Länder Burgenland und Niederösterreich. Aus der 2. Landesliga steigt ein Verein in die Wiener Stadtliga auf.

## Teilnehmer
Folgende Vereine nehmen an der Saison 2025/26 teil:
| - FC 1980 Wien - FC Hellas Kagran - FC Mauerwerk - FC Stadlau | - First Vienna FC II - Floridsdorfer AC II - FV Austria XIII - Landstraßer AC | - 1. Simmeringer SC - SC Red Star Penzing - SK Slovan-Hütteldorfer AC - SV Dinamo Helfort | - SV Gerasdorf/Stammersdorf - SV Schwechat - SV Wienerberg - WAF Vorwärts Brigittenau |

## Die Titelträger
Die Titelträger bis zur Saison 1944/45
1 Meistertitel
Döblinger SC (1915)
Die Titelträger seit der Saison 1945/46
6 Meistertitel
SR Donaufeld Wien (1979, 1982, 1986, 1996, 2014, 2022)
5 Meistertitel
SV Wienerberg (1961, 1969, 1976, 2007, 2016)
SV Schwechat (1956, 1983, 1984, 1985, 2009)
4 Meistertitel
FC Stadlau (1953, 1991, 2000, 2015)
Slovan/HAC (1949, 1978, 1987, 1993)
FS Elektra Wien (1950, 1957, 1970, 1975)
SC Red Star (1951, 1954, 1967, 1990)
3 Meistertitel
Favoritner AC (1977, 1981, 2023)
SC Ostbahn XI (1973 M1, 2008, 2012)
1. Simmeringer SC (1999, 2002, 2011)
SC Rapid Oberlaa (1947, 1962, 1964)
2 Meistertitel
| SV Donau Wien (2005, 2025) Wiener Viktoria (2013, 2019) SC Team Wiener Linien (1988, 2018) | Floridsdorfer AC (1959, 1997) Landstraßer AC (1974, 1980) Nußdorfer AC (1960, 1968) |

1 Meistertitel
| Sportunion Mauer (2024) FC Karabakh Wien (2017) SC Columbia (2010) Prater SV (1972, 1998) | SC Hinteregger (1971) FC Wien (1966) SC Helfort Wien (1965) Philips Wien (1963) | KSV Ankerbrot (1958) SC Olympia 33 (1955) Wiener AC (1952) SCR Hochstädt (1948) |